# Comté de Monroe (Indiana)
Pour les articles homonymes, voir Comté de Monroe.
Le comté de Monroe (anglais : Monroe County) est un comté de l'État de l'Indiana, aux États-Unis. Il comptait 120 563 habitants en 2000. Son siège est Bloomington.